# Viladrau
Viladrau  es un municipio de España perteneciente a la provincia de Gerona, en la comunidad autónoma de Cataluña. Está situado en la comarca de Osona, al este, en el límite con las comarcas de la Selva y el Vallés Oriental.

## Demografía
Viladrau cuenta con una población de 1172 habitantes (INE 2024).
| Gráfica de evolución demográfica de Viladrau entre 1842 y 2021                                                      |
| |
| Población de derecho según los censos de población del INE Población de hecho según los censos de población del INE |

## Economía
Viladrau es conocido a nivel nacional por el agua mineral natural que lleva el nombre del mismo pueblo.

## Curiosidades
Fue párroco de esta parroquia Antonio María Claret